# Seifenteich
Der Seifenteich, auch Großer Teich, Mönchsteich, Großer Mönchsteich oder Großer Hennersdorfer Teich, war ein Fischteich am Leutersdorfer Wasser in der Oberlausitz. Seine seit 1803 wüste Teichstätte liegt nordwestlich des Großen Steins auf den Fluren von Seifhennersdorf und  Leutersdorf und wird heute als Ackerland genutzt. Erhalten ist der von hohen Laubbäumen bestandene Damm.

## Lage
Der Fischteich wurde unterhalb von Niederleutersdorf, wo sich das Leutersdorfer Wasser am Großen Stein nach Westen wendet, angelegt. Sein Damm liegt am oberen Ende von Seifen, wo sich das breite Tal zwischen dem Mönchsberg und Hartheberg wieder verengt, zwischen dem Bahnübergang und dem Mönchsbergweg.

## Geschichte
Über den Zeitpunkt der Anlegung des Seifenteiches ist nichts bekannt, wahrscheinlich entstand er im 16. Jahrhundert. Erstmals urkundlich erwähnt wurde der zur Burg Tollenstein gehörige Teich 1566. Als der Rat zu Zittau 1584 das Gut Niederhennersdorf samt Seifen von der Herrschaft Rumburg aufkaufte, erwarb er damit auch den Seifenteich. Mit der Übergabe der Oberlausitz nach dem Prager Frieden gelangte auch der Seifenteich 1635 an das Kurfürstentum Sachsen, im Norden grenzte der Teich fortan an die böhmische Exklave Niederleutersdorf. 
Der Seifenteich war mit einer Fläche von 22,7 Hektar der größte Fischteich der Stadt Zittau und wurde oftmals auch als Großer Teich bezeichnet. Er erstreckte sich über das gesamte Tal zwischen den Ortschaften Seifen, Neuleutersdorf, Niederleutersdorf, Josephsdorf und Folge. Besetzt wurde der Teich mit 80 bis 129 Schock dreijährigen Karpfen. Im unweit des Dammes gelegenen Teichwärterhaus feierten die Zittauer Ratsherren das Abfischen.
Zum Ende des 18. Jahrhunderts bediente sich der Räuber Johannes Karasek mehrfach an den Karpfen aus dem Seifenteich und tafelte sie in der Greibichschenke im böhmischen Neuwalde.
Am 4. Juli 1803 riss der Damm des Seifenteichs nach starken Niederschlägen. Der schlecht angelegte Damm hielt dem Druck des hoch angespannten Teiches nicht mehr stand, da auch der Abfluss schadhaft geworden war. Durch das herausgerissene breite Dammstück ergoss sich eine Flut, die den vorgelagerten kleinen Teich zerstörte und dann das Dorf Seifen durchströmte. Dabei entstanden erhebliche Schäden, zahlreiche Häuser wurden überflutet.
In den Jahren 1805 und 1821 wurde der "Seyfenteich" in Seifhennersdorf noch als nicht gespannter Teich unter den 105 Zittauer Ratsfischteichen aufgeführt, wobei angemerkt wurde, dass der ausgerissene Teich wahrscheinlich auch nicht wieder hergestellt würde.
In der Mitte des 19. Jahrhunderts wurde bei Josephsdorf in der "Schwarzkohlenzeche am Großen Teich" kurzzeitig Braunkohle abgebaut.
Die Teichstätte wurde zunächst als Wiesenland genutzt; später wurde sie gänzlich trockengelegt und in Ackerland umgewandelt. Eine Ausdehnung der Siedlungsgebiete von Leutersdorf und Seifhennersdorf auf die Teichstätte ist nicht erfolgt.
1956 erfolgte zwischen den Gemeinden Seifhennersdorf und Leutersdorf eine Flurgrenzenverlegung, wobei Seifhennersdorf 31 ha zwischen dem Grenzweg und der Bergwerkbrücke sowie den Ortsteil Folge, darunter etwa die Hälfte des ehemaligen Seifenteiches,  an Leutersdorf abtrat.
Die Stadt Seifhennersdorf beschloss im Jahre 2016 die Wiederherstellung des Großen Teiches als Hochwasserrückhaltebecken.